# Приключенията на дребосъците
„Приключенията на дребосъците“ (на английски: Tiny Toon Adventures) е американски анимационен сериал, който е излъчен от 14 септември 1990 г. до 6 декември 1992 г. като първото съвместно усилие на Warner Bros. Animation и Amblin Entertainment на Стивън Спилбърг, след като е замислено в края на 80-те от Том Рюегър. Шоуто проследява приключенията на група млади анимационни герои, които посещават Acme Looniversity, за да се превърнат в следващото поколение герои от поредицата „Шантави рисунки“ (Looney Tunes).
Пилотният епизод, „The Looney Beginning“, излъчен като специален спектакъл на CBS на 14 септември 1990 г., докато самата поредица беше представена в първото излъчване през първите два сезона. Последният сезон беше излъчен по Fox Kids. Поредицата приключва производството през 1992 г. в полза на „Аниманиаци“ (Animaniacs), чиято премиера е една година по-късно; обаче през 1994 г. са произведени две специални предложения. Сериал за рестартиране, Tiny Toons Looniversity, беше обявен през октомври 2020 г. и е в процес на разработка.

## Помещение

### Настройка
„Приключенията на дребсоците“ е анимационен сериал, измислен в измисления град Acme Acres, където живеят повечето герои на Дребосъците (Tiny Toons) и „Шантави рисунки“ (Looney Tunes). Персонажите посещават „Acme Looniversity“, училище, чийто факултет се състои предимно от основите на класическите анимации на Warner Bros. като Бъгс Бъни, Дафи Дък, Порки Пиг, Котаракът Силвестър, Уили Койота и Бързоходеца и Елмър Фъд. В поредицата университетът е основан, за да научи анимационните герои как да станат забавни. Училището не е представено във всеки епизод, тъй като не всички негови сюжетни линии се въртят около него.
Подобно на „Шантави рисунки“, сериалът използва анимационно насилие (напр. Наковални, падащи върху някого, либерално използване на експлозиви) и шамар. Поредицата пародира и препраща към актуалните събития от началото на 90-те години и холивудската култура. Понякога епизодите се задълбочават в забулени етични и морални истории за екология, самочувствие и престъпност.

### Герои
Сериалът се фокусира върху група млади анимационни герои, които посещават училище, наречено Acme Looniversity, за да бъдат следващото поколение герои на „Шантави рисунки“. Повечето от героите на Дребосъците са проектирани да приличат на по-млади версии на Warner Bros., най-популярните животински герои на „Шантави рисунки“, показвайки подобни черти и външен вид. Двата основни героя са и зайци: Бъстър Бъни, син мъжки заек, и Бабс Бъни, розова женска зайка, която не е свързана с Бъстър, Плъки Дък, зелена мъжка патица, Хамтън Дж. Пиг, розово мъжко прасе. Други главни герои в актьорския състав обикновено също са нечовешки. Те включват Фифи ла Фум, лилаво-бял женски скункс; Шърли, бял женски гмуркач; Дийзи Девил, лилав тасманийски дявол; Фърбол, синя котка; Суийти Пай, розово канарче; Каламити Койот, синкаво-сив койот; Литъл Бийпър, червено-оранжев бързоходец; и Гого Додо, причудлив зелен додо. Двама човешки персонажа, Монтана Макс и Елмира Дъф, се считат за основните злодеи от поредицата, а също така са ученици на Acme Looniversity. Като злодеи, Елмира се възприема като екстремен любител на домашните любимци, докато Монтана Макс е разглезено богато дете, което притежава или много играчки, или замърсяващи фабрики. Поддържащите герои включват Лил Снийзър, сива мишка с мощни кихания; Конкорд Кондор, лилав кондор; Байрон Басет, обикновено спящ басет; Книжен червей, зелен червей с очила; Арнолд Питбул, мускулест бял питбул; Фоулмут, бял петел с ужасен език; Барки Марки, кафяво куче, и Мери Мелоди, афроамериканско момиче.
Хранят се с героите по-традиционните герои на Шантави рисунки като Бъгс Бъни, Дафи Дък и Порки Пиг. Повечето възрастни преподават класове в Acme Looniversity и служат като наставници на Дребосъците, докато други заемат вторични длъжности, ако е необходимо.

## Производство

### Развитие
Според писателя Пол Дини „Tiny Toons“ възниква като идея на Тери Семел, тогавашният президент на Warner Bros., който искал „да инжектира нов живот в отдела за анимация на Warner Bros.“ и в същото време да създаде поредица с млади версии на героите на „Шантави рисунки“. Семел предложи новата поредица да бъде шоу, базирано на „Шантави рисунки“, където героите са или млади версии на оригиналните герои на „Шантави рисунки“ и „Весели мелодии“, или нови герои като рожба на оригиналните герои. По това време идеята за сериал с основа на по-млади и младши версии на анимационни герои беше често срещана; ерата, в която се произвеждат Tiny Toons, имаше такива анимационни сериали като „Мъпет бебета“ (Muppet Babies), „Кученце на име Скуби-Ду“ (A Pup Named Scooby-Doo), „Том и Джери хлапаци“ (Tom & Jerry Kids) и „Флинтстоун хлапета“ (The Flintstones Kids). Warner Bros. избра да направи същото, тъй като Спилбърг искаше да направи сериал, подобен на „Шантави рисунки“, както продуцентът на сериала Том Рюегер обясни: „Е, мисля, че в случая на Warner Bros, те имаха възможността да работят със Стивън Спилбърг по проект. Но той не искаше да работи само върху герои, които Чък Джоунс, Фриц Фреленг, Боб Маккимсън и Боб Клампет ги направиха известни и създадоха. Той искаше да участва в създаването на някои нови герои.“ Резултатът беше серия, подобна на „Шантави рисунки“, без използването на същите герои.
На 20 януари 1987 г. анимационното студио на Warner Bros. се обърна към Стивън Спилбърг, за да си сътрудничи със Семел и Warner Bros., ръководителя на лиценза Дан Романели по идеите на Семел. В крайна сметка те решиха, че новите герои ще бъдат подобни на героите на „Шантави рисунки“ без пряка връзка. Тогава обаче „Дребосъците“ не влезе в производство, нито дори беше планирано да бъде направено за телевизия; първоначално сериалът трябваше да бъде театрален пълнометражен филм.
На 27 декември 1988 г. „Дребосъците“ е променен от филм в телевизионен сериал, като Джийн МакКърди ръководи производството на първите 65 епизода. Маккърди каза, че „Дребосъците“ е променен на телевизионен сериал, за да „достигне до по-широка аудитория“. За поредицата МакКърди наема Том Рюегър, който преди това е писал анимационни филми за Filmation и Hanna-Barbera, за продуцент. През януари 1989 г. Рюегър и писателят Уейн Катц започват да разработват персонажите и декора на Acme Acres със Спилбърг.
На 9 януари 1989 г. Warner Bros. Animation избира своите гласови актьори от над 1200 прослушвания и събира продуцентския си персонал от 100 души. На 13 април 1989 г. започва пълното производство на серийни епизоди с пет чуждестранни анимационни къщи и общ бюджет от 25 милиона долара. Първите 65 епизода от поредицата бяха излъчени в синдикация на 135 станции, започвайки през септември 1990 г. По това време „Дребосъците“ постигна огромен успех и получи по-висок рейтинг от своите конкуренти на Disney Afternoon в някои филиали. След успешен пробег в синдикацията, Фокс постигна правата за трети сезон. Продукцията на сериала спря в края на 1992 г., за да отстъпи място на „Аниманиаци“ на следващата година.

### Сценарий
Героите на сериала и шоуто са разработени от продуцента на сериала, главния сценарист и аниматор Том Рюегър, лидера на дивизията Джийн МакКърди, асоциирания продуцент и художник Алфред Гимено и редактора и писателя на истории Уейн Каатц. Сред първите писатели на поредицата бяха Джим Риърдън, Том Минтън и Еди Фицджералд. Дизайнерите на герои и декори включват Алфред Гимено, Кен Бойер, Дан Хаскет, Карън Хаскет и много други художници и режисьори. Сериалът всъщност беше планиран да бъде игрален филм. След като Стивън Спилбърг беше прикачен, много неща се промениха, включително идеята филмът да се превърне в телевизионен сериал.
„Бъстър и Бабс отиват на Хаваите“ (Buster and Babs Go To Hawaii) е написана в съавторство от три тогавашни тийнейджърки, които са били фенове на шоуто.

### Информация за кастинг
Режисьорът на озвучаването Андреа Романо прослушва над 1200 гласа за сериала и избра повече от дузина гласни актьори. Ролята на Бъстър Бъни беше дадена на Чарли Адлер, който даде ролята, както продуцентът Том Рюегър каза, „много енергия“. Ролята на Бабс Бъни е поверена на Трес Макнийл. Сценаристът Пол Дини каза, че Макней е добра за ролята, защото може да изпълнява както гласа на Бабс, така и гласовете на своите впечатления. Гласовите актьори Джо Аласки и Дон Месик получиха ролята съответно на Плъки Дък и Хамтън Дж. Пиг. Дани Кукси изигра Монтана Макс и, според Пол Дини, който беше добър за ролята, защото можеше да издава „огромен подъл глас“. Кукси беше и единственият гласов актьор в актьорския състав, който не беше възрастен. Крий Съмър изигра ролята на Елмира Дъф и Мери Мелоди; бившият член на актьорския състав на Saturday Night Live Гейл Матиус изигра Шърли, а Кат Суси имаше ролите на Фифи ла Фум и Лил Снийзър. Други актьори от сериала включват Морис Ламарш като гласа на Дизи Дявола; Кенди Майло като гласа на Суийти, Франк Уелкър като гласа на Гого Додо, Фурбол, Байрън Басет, Коломити Койот, Литъл Бийпър, Барки Марки и други гласове; и Роб Полсън като гласа на Фоулмут, Арнолд Питбул, Конкорд Кондор и други герои. Легендарният глас зад „Шантави рисунки“, Мел Бланк, трябваше да повтори ролите си на класически герои, но почина през юли 1989 г. Неговите герои бяха преработени от хора като Джеф Бъргман, Джо Аласки, Грег Бърсън и сина на Мел, Ноел Бланк.
По време на продукцията на третия сезон на сериала Чарли Адлър напусна шоуто поради конфликт с продуцентите. Адлър беше разстроен, че не е получил роля в „Аниманиаци“, докато озвучаващите актьори са с по-малки роли в сериала са като Роб Полсън, Морис Ламарш и Франк Уелкър, които получиха главни роли в новия сериал. Джон Касир замени Адлър за останалата част от шоуто (въпреки че Адлър в крайна сметка ще се върне към гласа на Бъстър в отменената видеоигра, Tiny Toon Adventures: Defenders of the Universe). Джо Аласки, гласът на Плъки Дък, също напусна сериала по финансови причини, но се върна, когато беше постигнато споразумение със студиото.

### Анимация
За да завършат 65 епизода за първия сезон, Warner Bros. Animation и Amblin Entertainment договориха няколко различни северноамерикански и международни анимационни студия. Тези анимационни студия включват Tokyo Movie Shinsha (сега известен като TMS Entertainment), Wang Film Productions, Morning Sun Animation, AKOM, Freelance Animators New Zealand, Encore Cartoons, StarToons, и Kennedy Cartoons. Tokyo Movie Shinsha също анимира началната поредица на поредицата. Някои от персонала на Warner Bros. не харесваха работата с анимационните филми на Кенеди поради непостоянното качество на анимационното студио, а епизодите, които те анимираха, често бяха обект на многократни повторения. В други случаи, като дебютния епизод „The Looney Beginning“, части от анимационните епизоди на анимационни филми на Кенеди са били анимирани от друго анимационно студио. Кенеди Карикатури всъщност беше отпаднал след края на първия сезон на поредицата.
„Дребосъците“ е направен с по-висока производствена стойност от стандартната телевизионна анимация. То имаше бройки, които бяха повече от два пъти повече от повечето анимационни телевизионни предавания тогава. Сериалът имаше около 25,000 целзии на епизод вместо стандартните 10,000, което го прави уникален с това, че героите се движат по-плавно. Пиер ДеКелс, продуцентът на анимацията, описа раскадровката на сериала като „забавление, но голямо предизвикателство, защото винаги имах кратък график и не винаги е лесно да работя пълноценно без прекъсване“.

### Музика
По време на развитието на шоуто Стивън Спилбърг каза, че Warner Bros. ще използва пълен оркестър, което някои смятат за твърде скъпо и невъзможно, но в крайна сметка се съгласяват. Warner Bros. избра Брус Броугтън да напише заглавната мелодия (за която ще спечели награда Еми през деня заедно с Том Рюегър и Уейн Каатц, които и двамата са работили с Броугтън по текстовете) и ще служи като музикален ръководител. Екранните надписи за композиторите се дават въз основа на количеството музика, композирана за епизода или композирана и използвана повторно в него.
Двадесет и шест други композитори бяха договорени да създадат оригинално драматично подчертаване за всеки различен епизод по време на сериала: Джули и Стив Бърнстейн, Стивън Брамсън, Дон Дейвис, Джон Дебни, Рон Грант, Лес Хупер, Карл Джонсън, Елиът Каплан, Артър Кемпел, Ралф Кеслер, Алберт Лойд Олсън, Хами Ман, Денис Маккарти, Джоел МакНили, Питър Майърс, Лорънс Розентал, Уилям Рос, Артър Б. Рубинщайн, Дж. Ерик Шмид, Дейвид Слонакър, Фред Щайнер, Мортън Стивънс, Ричард Стоун, Стивън Джеймс Тейлър и Марк Уотърс. Композиторите дирижираха собствена музика. От тези композитори Броутън, Брамсън, Дейвис, Олсън, Стоун, Тейлър и Уотърс написаха партитурата на „Приключенията на дребосъците: Как прекарах ваканцията“ (Tiny Toon Adventures: How I Spent My Vacation).
По-късно тези композитори ще напишат музикални партитури за сериалите, включително „Аниманиаци“ (Animaniacs) и „Загадките на Силвестър и Туити“ (The Sylvester & Tweety Mysteries).

## Филми и телевизонни спешъли
Пълнометражния филм на сериала е пуснат директно към видео през 1992 г., озаглавен „Приключенията на дребосъците: Как прекарах ваканцията си“ (Tiny Toon Adventures: How I Spent My Vacation). По-късно това беше прередактирано и излъчено като част от поредицата. Продължителността на филма е 73 минути. Fox излъчва It's a Wonderful Tiny Toons Christmas Special в праймтайма на 6 декември 1992 г. Този епизод е пародия на американския игрален филм „Животът е прекрасен“ (It's a Wonderful Life). Въпреки че коледният епизод се нарича специален, той се нарича само това, тъй като е с коледна тематика и е само обикновен епизод. The Tiny Toon Spring Break Special беше излъчена по Fox по време на най-гледаното време на 27 март 1994 г. Fox излъчи Tiny Toons' Night Ghoulery в праймтайма на 28 май 1995 г.

## Спин-офове
През 1992 г. „Шоуто на Плъки Дък“ (The Plucky Duck Show) е продуциран като отделен продукт за Fox Kids, базиран на героя Плъки Дък. С изключение на премиерния епизод The Return of Batduck, шоуто е съставено изцяло от рециклирани епизоди, ориентирани към Плъки, от „Приключенията на дребосъците“.
През 1998 г. вторият спин-оф, озаглавен „Пинки, Елмира и Брейн“ (Pinky, Elmyra & the Brain), дебютира в Kids' WB. Тази поредица включваше героя Елмира Дъф, както и Пинки и Брейн, двама други персонажа, които първоначално бяха в „Аниманиаци“, преди да получи собствения си сериал, също озаглавен „Пинки и Брейн“ (Pinky and the Brain). „Пинки, Елмира и Брейн“ (Pinky, Elmyra & the Brain) се качват, след като те остават, където Пинки и Брейн стават домашни любимци на Елмира, след като Брейн случайно унищожава първоначалния си дом, ACME Labs, по време на експеримент. „Пинки, Елмира и Брейн“ (Pinky, Elmyra & the Brain) продължиха 13 епизода.

## Рийбут
Tiny Toons Looniversity беше обявен през октомври 2020 г. като рестартиране / съживяване на сериала, включващо по-стари версии на героите. Новият сериал е продуциран от Amblin Television и Warner Bros. Animation за Cartoon Network и HBO Max. Спилбърг ще се завърне като изпълнителен продуцент заедно със Сам Регистър, докато шоуто ще се ръководи от Ерин Гибсън. Шоуто е получило двусезонна поръчка и ще излезе през 2021 г.
Въпреки това, подобно на възраждането на „Аниманиаци“ (Animaniacs), някои герои няма да се върнат, като Елмира Дъф, което беше потвърдено от нейната гласова актриса Крий Съмър.

## „Приключенията на дребосъците“ в България
Анимационната поредица се излъчва в България по Канал 1 през 1996 г.